# Tremellodendropsidaceae
Tremellodendropsidaceae är en familj av svampar. Tremellodendropsidaceae ingår i ordningen gelésvampar, klassen Tremellomycetes, divisionen basidiesvampar och riket svampar.
Familjen innehåller bara släktet Tremellodendropsis.